# حزب الشعوب الديمقراطي (كينيا)
حزب الشعوب الديمقراطي هو حزب سياسي في كينيا.

## التاريخ
تم إنشاء الحزب في عام 1992.  فاز بمقعد واحد في الانتخابات العامة لعام 2007،  لريتشارد مومويما أونيونكا في دائرة كيتوتو تشاتشي. في عام 2010، انشق النائب عن الحركة الديمقراطية البرتقالية جيمس أومينغو ماغارا إلى الحزب بعد أن لم يقدمه الحزب كمرشحه في انتخابات جنوب موغيرانجو الفرعية، التي أجريت بعد فوز ماغارا في انتخابات عام 2007 التي ألغيت بسبب المخالفات.  ومع ذلك، هُزم ماغارا في الانتخابات الفرعية.
انشق أونيونكا إلى الحركة الديمقراطية البرتقالية قبل الانتخابات العامة 2013، حيث قدم حزب الشعوب 22 مرشحًا وحصل على 0.8 ٪ من الأصوات، وفاز مرة أخرى بمقعد واحد؛  لأونيانغو كويو في دائرة موهوروني. وأيضًا مقعد واحد في كحاكم مقاطعة ميغوري من قبل جون أوبادي الذي انشق إلى الحركة الديمقراطية البرتقالية في عام 2017 وفاز. ومع ذلك، انشق كويو 'لاحقًا إلى الحركة الديمقراطية.  في الانتخابات العامة لعام 2017، رشح الحزب تسعة مرشحين فقط للجمعية الوطنية،  ماغارا هو المرشح الوحيد في مجلس الشيوخ.  وفاز الحزب بمقعدين في الجمعية الوطنية، هما أورو أويوكا في فورستر وانسنت موماني في بوباسي. 